# Neotoma bunkeri
Neotoma bunkeri é uma espécie de roedor da família Cricetidae.
Poderia apenas pode ser encontrada no México.
Ele provavelmente foi exinto em conseqüência do esgotamento dos recursos alimentares e predação por gatos selvagens.